# XVIIe gouvernement constitutionnel portugais
IIIe République portugaise
XVIe constitutionnel XVIIIe constitutionnel
Le XVIIe gouvernement constitutionnel (en portugais : XVII Governo Constitucional) est le gouvernement de la République portugaise entre le 12 mars 2005 et le 26 octobre 2009, sous la Xe législature (pt) de l'Assemblée de la République.
Il est dirigé par le socialiste José Sócrates, vainqueur à la majorité absolue des élections législatives. Il succède au XVIe gouvernement constitutionnel, alors sous l'autorité du conservateur Pedro Santana Lopes. Il est remplacé par le XVIIIe gouvernement constitutionnel, à nouveau sous la direction de Sócrates.

## Historique du mandat
Dirigé par le nouveau Premier ministre socialiste José Sócrates, anciennement ministre de l'Environnement, ce gouvernement est constitué et soutenu par le Parti socialiste (PS). Seul, il dispose de 121 députés sur 230, soit 52,6 % des sièges de l'Assemblée de la République.
Il est formé à la suite des élections législatives anticipées du 20 février 2005.
Il succède donc au XVIe gouvernement constitutionnel, dirigé par le Premier ministre conservateur Pedro Santana Lopes, constitué et soutenu par une coalition entre le Parti social-démocrate (PPD/PSD) et le CDS – Parti populaire (CDS-PP).
Au cours du scrutin, le PS, dans l'opposition depuis trois ans, remporte plus de 45 % des voix et s'adjuge la majorité absolue des sièges, un fait unique dans son histoire. À l'inverse, le PPD/PSD au pouvoir réalise son plus mauvais résultat depuis 20 ans.

### Formation
Le 23 février, trois jours après le scrutin, José Sócrates annonce son intention de former un gouvernement « aussi vite que possible » après s'être entretenu avec le président de la République Jorge Sampaio. Le lendemain, après que le PS l'a officiellement chargé de constituer le futur exécutif, il est formellement désigné par le chef de l'État pour réaliser cette mission,.
L'équipe ministérielle est présentée à Sampaio par Sócrates le 4 mars, deux jours avant la fin du délai constitutionnel pour le faire. Si l'absence de l'ancien commissaire européen António Vitorino est remarquée, la présence du fondateur du Parti du Centre démocratique et social (CDS) Diogo Freitas do Amaral constitue une surprise. Commentant ses choix, le futur chef de l'exécutif explique avoir choisi « les personnes les plus compétentes et les plus capables pour retrouver la confiance et relancer l'économie », les décrivant comme « très préparées et très motivées ». Sur les 16 ministres qui constituent le cabinet, huit n'appartiennent pas au PS.
La cérémonie d'assermentation du Premier ministre et de ses 16 ministres est organisée environ deux semaines plus tard, le 12 mars, au palais national d'Ajuda devant le chef de l'État. Le programme du XVIIe gouvernement constitutionnel est déposé à l'Assemblée de la République puis débattu les 21 et 22 mars. Aucun groupe parlementaire n'ayant demandé son rejet, ni le gouvernement sollicité un vote de confiance, il est approuvé par défaut à l'issue des deux jours de discussion.

### Remaniement de 2008
Le 29 janvier 2008, la présidence de la République annonce de manière inattendue que le Premier ministre a demandé au chef de l'État qu'il mette fin aux fonctions du ministre de la Santé António Correia de Campos et de la ministre de la Culture Isabel Pires de Lima (pt). Ce remaniement est salué par la gauche, le fondateur du Système national de santé et figure du PS António Arnaut considère que Sócrates a été sensible à la « révolte généralisée » dans le secteur de la santé publique, mais rappelle qu'il faut changer de politique en plus de changer les personnes. Il est en revanche vertement critiqué par l'opposition de droite, le président du PPD/PSD Luís Filipe Menezes (pt) évoquant « des signaux inquiétants » car ce changement induit que « le gouvernement reconnaît avoir failli dans un domaine vital »,.

### Succession
Lors des élections législatives du 27 septembre 2009, le PS perd sa majorité absolue mais reste le premier parti du pays. Après avoir échoué à constituer un cabinet de coalition, il met en place un gouvernement minoritaire.

## Composition

### Initiale (12 mars 2005)
| Portefeuille                                                                             | Titulaire | Titulaire                                                     | Parti |
| ---------------------------------------------------------------------------------------- | --------- | ------------------------------------------------------------- | ----- |
| Premier ministre                                                                         |           | José Sócrates                                                 | PS    |
| Ministre d'État (jusqu'au 17/05/2007) Ministre de l'Intérieur                            |           | António Costa (jusqu'au 17/05/2007)                           | PS    |
| Ministre d'État (jusqu'au 17/05/2007) Ministre de l'Intérieur                            |           | Rui Pereira                                                   | Sans  |
| Ministre d'État Ministre des Affaires étrangères                                         |           | Diogo Freitas do Amaral (jusqu'au 30/06/2006)                 | Sans  |
| Ministre d'État Ministre des Affaires étrangères                                         |           | Luís Amado                                                    | PS    |
| Ministre d'État Ministre des Finances                                                    |           | Luís Campos e Cunha (jusqu'au 22/07/2005) Teixeira dos Santos | Sans  |
| Ministre de la Présidence                                                                |           | Pedro Silva Pereira                                           | PS    |
| Ministre de la Défense nationale                                                         |           | Luís Amado (jusqu'au 30/06/2006)                              | PS    |
| Ministre de la Défense nationale                                                         |           | Diogo Freitas do Amaral                                       | Sans  |
| Ministre de la Justice                                                                   |           | Alberto Costa                                                 | PS    |
| Ministre de l'Environnement, de l'Aménagement du territoire et du Développement régional |           | Francisco Nunes Correia                                       | Sans  |
| Ministre de l'Économie et de l'Innovation                                                |           | Manuel Pinho                                                  | Sans  |
| Ministre de l'Agriculture, du Développement rural et de la Pêche                         |           | Jaime Silva                                                   | Sans  |
| Ministre des Travaux publics, des Transports et des Communications                       |           | Mário Lino                                                    | PS    |
| Ministre du Travail et de la Solidarité sociale                                          |           | José Vieira da Silva                                          | PS    |
| Ministre de la Santé                                                                     |           | António Correia de Campos                                     | PS    |
| Ministre de l'Éducation                                                                  |           | Maria de Lurdes Rodrigues                                     | Sans  |
| Ministre de la Science, de la Technologie et de l'Enseignement supérieur                 |           | Mariano Gago                                                  | Sans  |
| Ministre de la Culture                                                                   |           | Isabel Pires de Lima                                          | Sans  |
| Ministre des Affaires parlementaires                                                     |           | Augusto Santos Silva                                          | PS    |

### Remaniement du 31 janvier 2008
- Les nouveaux ministres sont indiqués en gras, ceux ayant changé d'attributions en italique.

| Portefeuille                                                                             | Titulaire | Titulaire                                              | Parti |
| ---------------------------------------------------------------------------------------- | --------- | ------------------------------------------------------ | ----- |
| Premier ministre                                                                         |           | José Sócrates                                          | PS    |
| Ministre d'État Ministre des Affaires étrangères                                         |           | Luís Amado                                             | PS    |
| Ministre d'État Ministre des Finances                                                    |           | Teixeira dos Santos                                    | Sans  |
| Ministre de la Présidence                                                                |           | Pedro Silva Pereira                                    | PS    |
| Ministre de la Défense nationale                                                         |           | Nuno Severiano Teixeira                                | Sans  |
| Ministre de l'Intérieur                                                                  |           | Rui Pereira                                            | Sans  |
| Ministre de la Justice                                                                   |           | Alberto Costa                                          | PS    |
| Ministre de l'Environnement, de l'Aménagement du territoire et du Développement régional |           | Francisco Nunes Correia                                | Sans  |
| Ministre de l'Économie et de l'Innovation                                                |           | Manuel Pinho (jusqu'au 02/07/2009) Teixeira dos Santos | Sans  |
| Ministre de l'Agriculture, du Développement rural et de la Pêche                         |           | Jaime Silva                                            | Sans  |
| Ministre des Travaux publics, des Transports et des Communications                       |           | Mário Lino                                             | PS    |
| Ministre du Travail et de la Solidarité sociale                                          |           | José Vieira da Silva                                   | PS    |
| Ministre de la Santé                                                                     |           | Ana Jorge                                              | Sans  |
| Ministre de l'Éducation                                                                  |           | Maria de Lurdes Rodrigues                              | Sans  |
| Ministre de la Science, de la Technologie et de l'Enseignement supérieur                 |           | Mariano Gago                                           | Sans  |
| Ministre de la Culture                                                                   |           | José Pinto Ribeiro                                     | Sans  |
| Ministre des Affaires parlementaires                                                     |           | Augusto Santos Silva                                   | PS    |